# Enter the Tiger
《Enter The Tiger》는 드렁큰 타이거의 타이거 JK가 1995년 7월 27일에 발표한 솔로 앨범이다. 한국에서는 《Call Me Tiger》라는 제목으로 많이 알려져 있다.

## 수록곡
1. Intro
2. Kid From Korea
3. Do That
4. Human Nature
5. Skit
6. Ha Ha Ha
7. Party People
8. Hide And Seek
9. Afrodisia